# 三枝三郎
三枝 三郎（さいぐさ さぶろう、1913年（大正2年）6月11日 - 2014年（平成26年）2月22日）は、日本の内務・警察官僚、政治家。衆議院議員（3期）、福田派。 白鳥大橋の建設に尽力した。

## 経歴
北海道、現在の室蘭市で生まれる。旧制室蘭中学校（現北海道室蘭栄高等学校）を経て、1939年（昭和14年）東京文理科大学哲学科を卒業。同年10月、高等試験行政科に合格。同年、内務省入省し大阪府属となる。
以後、三重県、福岡県で勤務。1945年（昭和20年）宮内省書記官、1946年（昭和21年）警視庁警備交通部警備課長、1954年（昭和29年）警視長・和歌山県警察本部長、1960年（昭和35年）初代内閣総理大臣官房広報室長、1964年（昭和39年）総理府特別地域連絡局長を歴任。同年、町村金五北海道知事のもとで副知事に転じ1971年（昭和46年）まで在任した。
1972年（昭和47年）第33回衆議院議員総選挙北海道4区に福田派の南条徳男から後継者に指名されて自由民主党から立候補し、初当選。以後、第35回総選挙まで再選され、衆議院議員に通算3期在任した。1980年 (昭和55年) 7月、鈴木善幸内閣にて運輸政務次官に就任。その他、北海道開発審議会委員、自民党法務部副部会長、同交通部副部会長、同政調審議委員、同国土開発雪寒地帯副委員長などを務めた。
1983年（昭和58年）第37回総選挙では次点で落選した。1984年（昭和59年）自身の年齢と世代交代のため政界の引退を表明。1986年（昭和61年）第38回総選挙で後継者として、田中派新人の鳩山由紀夫（後の第93代内閣総理大臣）が立候補し、初当選した。
その後、(株) 東洋実業東京本社会長を務めた。2014年に死去した。100歳没。

## 国政選挙歴
- 1972年（昭和47年）12月 - 第33回衆議院議員総選挙（北海道4区、自由民主党）当選[4]
- 1976年（昭和51年）12月 - 第34回衆議院議員総選挙（北海道4区、自由民主党）次点落選[8]
- 1979年（昭和54年）10月 - 第35回衆議院議員総選挙（北海道4区、自由民主党） 当選[8]
- 1980年（昭和55年）6月 - 第36回衆議院議員総選挙（北海道4区、自由民主党） 当選[6]
- 1983年（昭和58年）12月 - 第37回衆議院議員総選挙（北海道4区、自由民主党）次点落選[6]